# Bęczno
Bęczno (niem. Benzrode) – osada w Polsce, położona w województwie zachodniopomorskim, w powiecie goleniowskim, w gminie Maszewo, przy drodze wojewódzkiej nr 106 (Rzewnowo - Stargard - Pyrzyce). Miejscowość wchodzi w skład sołectwa Dębice.
W latach 1975–1998 miejscowość położona była w województwie szczecińskim.